# Historia de Montserrat
La isla de Montserrat estuvo habitada originalmente por los indígenas nativos del pueblo arawak, para ser después desplazados por nativos de los pueblos caribes; Cristóbal Colón reclamó a la isla para España en su segundo viaje en 1493, llamándola de Santa María de Montserrat. La isla quedó bajo dominio británico en 1632. La violencia anticatólica en Nevis obligó a que un grupo de irlandeses (muchos de los cuales habían sido involuntariamente transportado desde Irlanda como sirvientes) a establecerse en Montserrat. Se desarrolló una colonia neo-feudal. La importación de esclavos africanos que era muy común en las islas del Caribe llevó a que se desarrollaran las plantaciones de azúcar, algodón, entre otras, siendo que a finales de 1700 había muchas plantaciones en la isla. También se tomaron a muchos irlandeses como esclavos, siendo que muchos de ellos eran presos políticos llevados por Cromwell.
En 1782 durante la guerra de Independencia de los Estados Unidos, Montserrat fue brevemente capturado por Francia. Fue devuelto a Gran Bretaña por el Tratado de Versalles que puso fin al conflicto. Una revolución de esclavos falló el 17 de marzo de 1768, dando lugar a la celebración como día festivo al Día de San Patricio. La esclavitud se abolió en Montserrat en 1834.
La caída del precio del azúcar durante el siglo XIX hizo que retrocediera la economía de la isla, en 1857 el británico Joseph Sturge compró una hacienda azucarera para demostrar que era económicamente más viable utilizar mano de obra asalariada en vez de esclavos. Varios miembros de la familia Sturge compraron más tierras y en 1869 crearon la Montserrat Company Limited, se empezó a plantar árboles de limón para producir juego de limón, también se creó una escuela y se vendieron muchas tierras para los habitantes de la isla, teniendo como resultado que gran parte de Montserrat perteneció a pequeños agricultores. De 1871 a 1958 fue administrada como parte de la Colonia federal de la Islas de Sotavento, después se convirtió en una provincia más de la Federación de las Indias Occidentales de corta vida de 1958 a 1962.
Con la creación en la década de los setenta de los estudios AIR Studios por el productor de los Beatles: George Martin, la isla atrajo a músicos de fama mundial que vinieron para grabar en el tranquilo y exuberante entorno tropical de Montserrat. En el último decenio del siglo veinte, sin embargo, se produjeron dos hechos que devastaron la isla.
En las primeras horas del 17 de septiembre de 1989 el huracán Hugo, una tormenta de categoría 4 golpeó a Montserrat, con unos vientos que superaron los 140 km/h y dañó a 90% de los edificios de la región.Los Estudios AIR se cerraron y el turismo que era la principal fuente de ingreso económico se quedó prácticamente desaparecido. Sin embargo, la isla se recuperó de forma considerable en pocos años cuando tuvo que hacer frente a otro desastre.
En julio de 1995, el volcán Soufriere Hills, dormido durante largo tiempo, volvió a la vida y empezó una erupción que enterró la capital de la isla, Plymouth, con más de 12 metros de barro, destruyó su aeropuerto y el muelle y convirtió la mitad sur de la isla en inhabitable, forzando a más de la mitad de la población a salir de la isla debido a la falta de vivienda. Después de un periodo de erupciones regulares a finales de los 90 incluyendo el 25 de junio de 1997 en las que 19 personas perdieron la vida, la actividad volcánica actualmente se ha reducido sobre todo a infrecuentes expulsiones de ceniza en las áreas deshabitadas, aunque la suciedad a veces se extiende a las áreas pobladas del norte. 
La isla hoy se mantiene exuberante y verde. Un nuevo aeropuerto fue inaugurado oficialmente por la princesa Ana en febrero de 2005, recibió sus primeros vuelos comerciales el 11 de julio de 2005, y un nuevo puerto ha sido ubicado en la bahía pequeña donde una nueva capital está siendo construida fuera del alcance de la futura actividad volcánica.
La población de Montserrat consiguió pleno derecho a residir en el Reino Unido en 1998 y la ciudadanía en 2002.